# Lynchburg (Tennessee)
Lynchburg is een plaats in de Amerikaanse staat Tennessee en valt samen met het bestuur van Moore County. De stad staat bekend om de whiskeydistilleerderij Jack Daniel's, die er gevestigd is. Ondanks het feit dat deze firma hier gevestigd is en bijvoorbeeld in 2005 naar verluidt 7,5 miljoen dozen whisky verscheepte, is het district Moore County een zogenaamde droge staat waar het schenken van alcohol aan strenge beperkingen is onderworpen.

## Demografie
Bij de volkstelling in 2000 werd het aantal inwoners vastgesteld op 5.740.

## Geografie
Volgens het United States Census Bureau beslaat de plaats een oppervlakte van
337,7 km², waarvan 334,6 km² land en 3,1 km² water.

## Plaatsen in de nabije omgeving
De onderstaande figuur toont nabijgelegen plaatsen in een straal van 28 km rond Lynchburg.